# The Bugs Bunny Blowout
The Bugs Bunny Blowout, connu au Japon et sur l'écran titre sous le nom de Happy Birthday Bugs (ハッピーバースディ・バッグス) et en Amérique du Nord sous le nom de The Bugs Bunny Birthday Blowout, est un jeu vidéo de plates-formes développé par Kemco en 1990 sur Nintendo Entertainment System.

## Scénario
Bugs Bunny fête ses 50 ans. Cependant, ses amis, qui ne sont pas invités, se sentent envieux et décident d'empêcher Bugs de se rendre à sa fête d'anniversaire. Lorsque Bugs arrive chez lui, il s'avère que ses amis lui ont joué des tours pour le faire patienter jusqu'à ce qu'ils préparent sa fête.

## Système de jeu
Le jeu est un jeu vidéo de plates-formes à défilement latéral dans lequel les joueurs contrôlent Bugs Bunny dans sa quête pour se rendre à la fête de son 50e anniversaire. Il est armé d'un maillet qu'il peut balancer sur différents ennemis pour les vaincre, dévier certains projectiles ou détruire des briques. Il peut également collecter des cœurs pour restaurer sa santé et des carottes pour obtenir des points bonus. Il peut également atterrir sur les ennemis sans subir de dégâts. À la fin de la plupart des niveaux, Bugs Bunny doit utiliser son maillet pour vaincre un personnage de la série d'animation de Warner Bros., comme Charlie le coq, Sylvestre ou le Diable de Tasmanie. Ces autres personnages des Looney Tunes essaient d'arrêter Bugs parce qu'ils sont tous jaloux que Bugs ait toute l'attention. Beaucoup d'entre eux peuvent être endommagés avec le maillet ou leurs propres projectiles, mais Daffy Duck ne peut être évité que pour atteindre une carotte qui lui permet de passer au niveau suivant. Bien qu'il figure sur la couverture, Porky Pig n'apparaît pas dans le jeu. Le gameplay est très similaire à celui de Super Mario Bros. 2 (1988).
À la fin de chaque niveau, Bugs peut jouer à un mini-jeu qui lui permet de gagner des vies supplémentaires. Malgré le nom figurant sur l'emballage, les versions nord-américaine et européenne conservent le titre japonais du jeu, Happy Birthday Bugs, sur l'écran de titre du jeu.

## Accueil
Le jeu reçoit des critiques moyennes à positives. Le magazine espagnol Super Juegos lui attribue 72,6. Le magazine brésilien VideoGame lui attribue quatre étoiles sur cinq. Le magazine français Joypad lui attribue 80 %. Le magazine italien Consolemania lui attribue 77.